# 艾莉絲·希柏德
艾莉絲·希柏德（Alice Sebold，1963年9月6日—），美國著名小說作家。希伯德至今出版了3本著作，其中在2002年出版的小說《蘇西的世界》（The Lovely Bones）得到相當良好的社會評價，使她躋身為美國暢銷作家之一。
其第一本出書以回憶錄形式記述18歲時被侵害性自主一事，然該案件在2021年11月22日因證據具嚴重瑕疵，已由紐約州最高法院對該案已服刑16年有期徒刑期滿出獄之被告除去其罪名。

## 早年生活
艾莉絲·希柏德生於美國威斯康星州，出生後在費城郊區長大。她在1980年畢業於賓夕法尼亞州莫爾文鎮的大峽谷高中。希伯德在高中畢業後就讀雪城大學。她在一年級時被一名男子帶到公園裡強姦，事發後希伯德立刻前往警局報案，而辦案警員表示，有名女子在同樣的地點被同一人強姦並殺害。因此，警員告訴希柏德，她的情形算是「幸運的」。

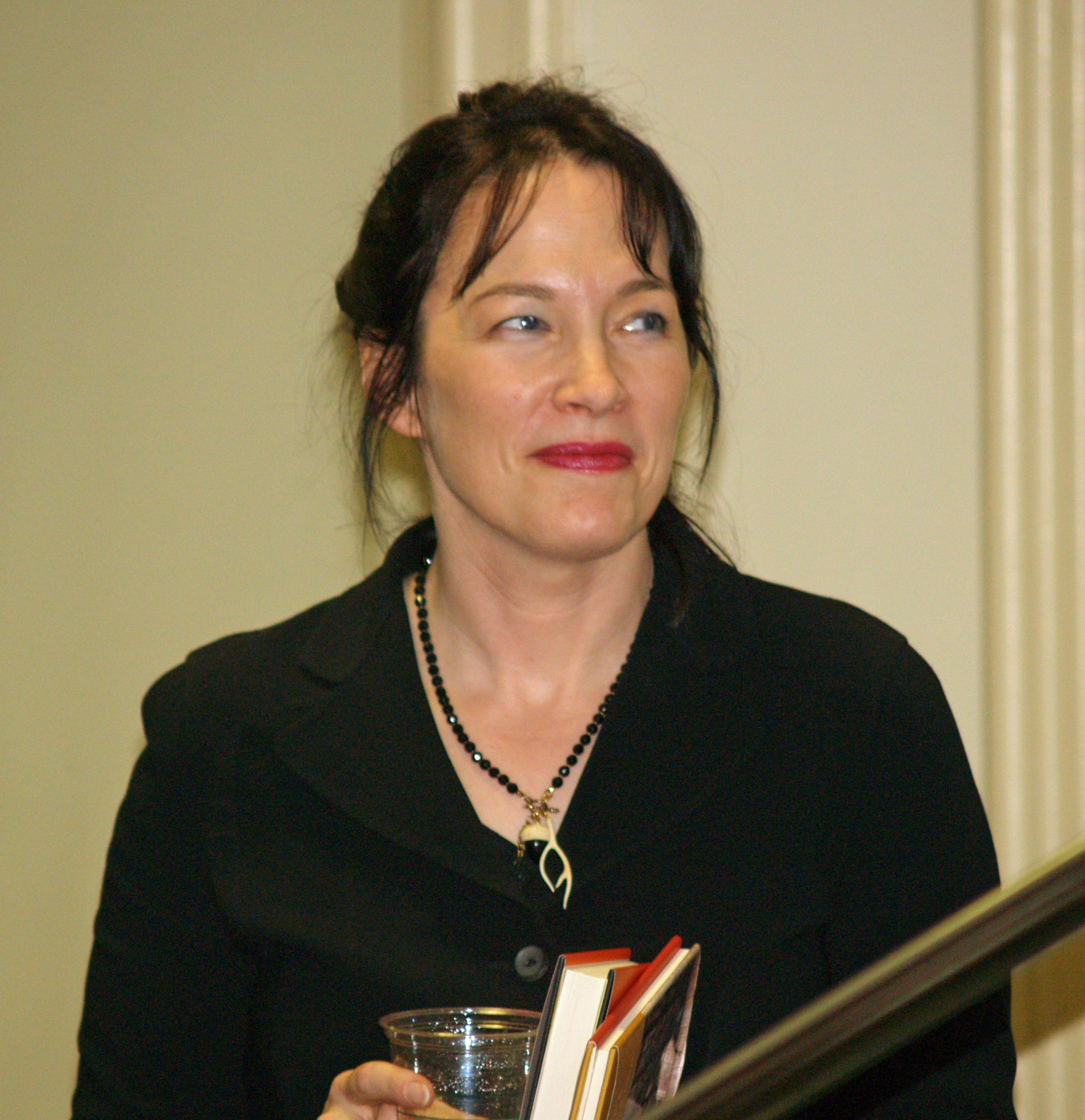
艾莉絲·希柏德

在升上二年級前的暑假，希柏德回到賓夕法尼亞州與家人居住，數月後返回雪城大學繼續完成她的學業，並開始學習寫作。返回學校的幾個月後，希柏德在路上發現強姦她的那名男子，她隨即向警方報案舉發，最後那名男子被判終身監禁。
希柏德大學畢業後，來到德克薩斯州休斯頓大學的研究所就讀。不過她並沒有完成研究所的學業，而且開始吸毒。接著她搬到曼哈頓居住，長達十年。希柏德住在曼哈頓期間，於餐廳內擔任服務員，並想要透過詩歌或小說寫出她的故事，但是最後沒有成功。希柏德曾經在一次小說研討會上表示，自己曾經透過吸食海洛因來舒緩壓力，但並沒有上癮。她還說：「我做了很多事情，但我並不特別感到自豪以及不敢相信我做到了。」

## 寫作生涯
1999年，希柏德的第一本著作《折翼女孩不留淚》（Lucky）正式出版，用回憶錄的方式，描述自己18歲被人強姦、得知受害者不只她一人以及如何走出傷痛等。接著，希柏德於2002年發表小說《蘇西的世界》（The Lovely Bones），內容描述一名14歲的女孩被姦殺和肢解，死後來到天堂看她凡間的家人與兇手之後的行徑。《蘇西的世界》出版後得到普遍良好的社會評價與迴響，使艾莉絲·希柏德成為美國知名暢銷作家，而改編電影由導演彼得·傑克遜執導，並於2009年上映。
2007年，希柏德的第三本著作《近月》（The Almost Moon）出版，該作品被知名雜誌紐約客稱作「希柏德式恐怖」，因為《近月》開頭寫道：「當一切都說過和做過，殺死我的母親，確實來之不易」。

### 生平著作
- 《折翼女孩不流淚》（Lucky）（回憶錄，1999年出版）ISBN 957451045X
- 《蘇西的世界》（The Lovely Bones）（小說，2002年出版）ISBN 0-316-66634-3
- 《近月》（The Almost Moon ）（小說，2007年出版）ISBN 0-316-67746-9

### 獎項
希柏德得到2003年美國書商協會成人年度小說獎和布拉姆史托克獎（Bram Stoker Award），2009年獲得美國最佳短篇小說獎。

## 相關資料
- 艾莉絲·希柏德在互联网电影资料库（IMDb）上的資料（英文）
- 互联网电影数据库（IMDb）上《蘇西的世界》的资料（英文）
- 博客來網路書店上《折翼女孩不流淚》書籍簡介
- （英文）圖書雜誌採訪資料
- （英文）Powells.com專訪
- （英文）BBC專訪視頻 （页面存档备份，存于）
- （英文）專訪希柏德和介紹其作品《近月》